# Årsjön, Småland
Årsjön är en sjö i Alvesta kommun i Småland och ingår i Mörrumsåns huvudavrinningsområde. Sjön har en area på 0,218 kvadratkilometer och ligger 158 meter över havet. Vid provfiske har abborre, gädda och mört fångats i sjön.

## Delavrinningsområde
Årsjön ingår i det delavrinningsområde (628196-142363) som SMHI kallar för Mynnar i Åsnen. Medelhöjden är 169 meter över havet och ytan är 32,33 kvadratkilometer. Det finns inga avrinningsområden uppströms utan avrinningsområdet är högsta punkten. Vattendraget som avvattnar avrinningsområdet har biflödesordning 2, vilket innebär att vattnet flödar genom totalt 2 vattendrag innan det når havet efter 74 kilometer. Avrinningsområdet består mestadels av skog (67 %), öppen mark (10 %) och jordbruk (13 %). Avrinningsområdet har 0,62 kvadratkilometer vattenytor vilket ger det en sjöprocent på 1,9 %.